# Kim Min-gi
Kim Min-gi (tiếng Hàn Quốc: 김민기 ; sinh ngày 22 tháng 11 năm 2002), là một nam diễn viên người Hàn Quốc. Anh được biết đến nhiều nhất qua các vai diễn trong True Beauty (2020), Racket Boys (2021) và Under the Queen's Umbrella (2022).

## Đóng phim

### Phim truyền hình
| Năm  | Tiêu đề                         | Vai trò                          | Tham chiếu        |
| ---- | ------------------------------- | -------------------------------- | ----------------- |
| 2020 | True Beauty                     | Lim Joo-young                    | [ 1 ] [ 2 ]       |
| 2021 | Racket Boys                     | Jung In-sol                      | [ 2 ] [ 3 ] [ 4 ] |
| 2021 | The King of Tears, Lee Bang-won | Prince Chungnyeong / King Sejong | [ 2 ] [ 5 ]       |
| 2022 | Under the Queen's Umbrella      | Prince Bogum                     | [ 2 ] [ 6 ]       |

### Chuỗi web
| Năm  | Tiêu đề                                   | Vai trò        | Tham chiếu  |
| ---- | ----------------------------------------- | -------------- | ----------- |
| 2020 | The Temperature Of Language: Our Nineteen | Min Gyeong-hu  | [ 4 ] [ 7 ] |
| 2020 | Pop Out Boy!                              | Han Yi-deun    | [ 4 ] [ 7 ] |
| 2021 | Adult Trainee                             | Choi Kang-joon | [ 2 ] [ 8 ] |

### Chương trình truyền hình
| Năm  | Tiêu đề     | Vai trò      | Ghi chú  | Tham chiếu |
| ---- | ----------- | ------------ | -------- | ---------- |
| 2021 | Racket Boys | Club members | Tập 1–12 | [ 9 ]      |

## Giải thưởng
| Lễ trao giải                        | Năm  | Loại                                       | Người được đề cử / Công việc    | Kết quả   | Tham chiếu. |
| ----------------------------------- | ---- | ------------------------------------------ | ------------------------------- | --------- | ----------- |
| KBS Drama Awards                    | 2022 | Nam diễn viên mới xuất sắc nhất            | The King of Tears, Lee Bang-won | Đề cử     | [ 10 ]      |
| Korean Culture Entertainment Awards | 2021 | Giải thưởng tân binh của năm               | Kim Min-gi                      | Đoạt giải | [ 11 ]      |
| Korea Grand Prize Awards            | 2021 | 10 Người Tỏa Sáng Hàn Quốc – Diễn Viên Mới | Kim Min-gi                      | Đoạt giải | [ 12 ]      |
| SBS Drama Awards                    | 2021 | Đội hỗ trợ xuất sắc                        | Racket Boys                     | Đoạt giải | [ 13 ]      |